# سو سنت‌ماری

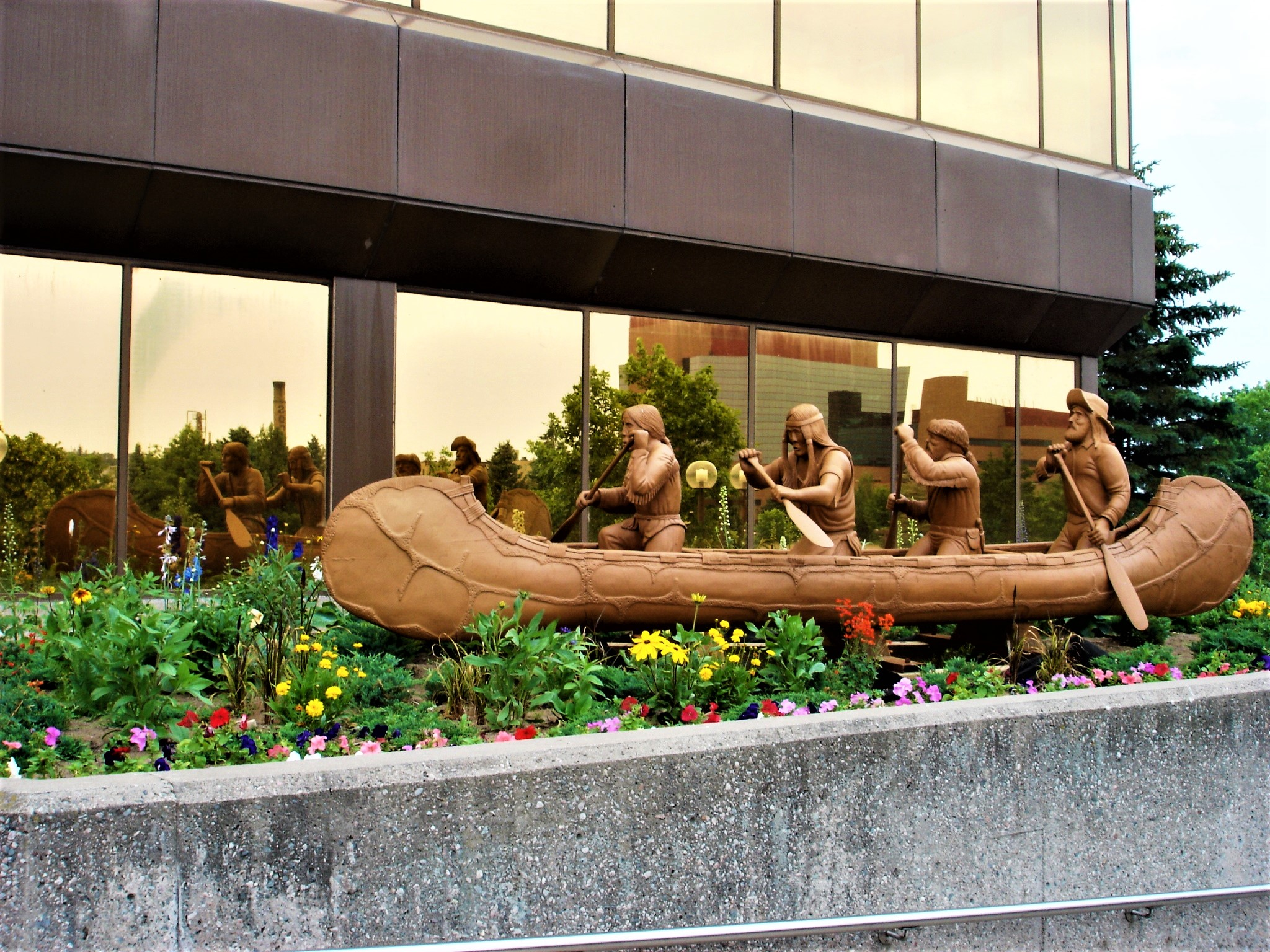
شهرداری سو سنت‌ماری

سو سنت‌ماری (به انگلیسی: Sault Ste. Marie) یک شهر و city with tens of thousands of inhabitants در کانادا است که در بخش الگوما واقع شده‌است.

## خصوصیات
سو سنت‌ماری ۵۷٫۴۶ کیلومترمربع مساحت و ۷۵٬۱۴۱ نفر جمعیت دارد و ۱۹۲٫۰۰ متر بالاتر از سطح دریا واقع شده‌است.

## خواهرخوانده
شهرهای مایا، پرتغال و کزنتزا خواهرخوانده‌های سو سنت‌ماری هستند.